# 小区仿银杏蟹
小区仿银杏蟹（学名：Actaeodes areolatus）为扇蟹科仿银杏蟹属的动物。分布于日本、新加坡、昆士兰、澳大利亚西北以及中国大陆的海南岛等地，生活环境为海水，主要生活于珊瑚礁浅水中。